# Preiskovalci na delu: NCIS (TV-serija)
Preiskovalci na delu: NCIS (izvirno NCIS) je ameriška komična drama, ki jo je premierno prikazal CBS 23. septembra 2003.
Serija Preiskovalci na delu: NCIS prikazuje skupino agentov, ki preiskujejo kriminalna dejanje v ameriški mornarci. Prepredena s sočnim humorjem se osredotoča na vedno hudomušno dinamiko ekipe, ki je prisiljena delati skupaj v skrajno stresnih pogojih.

## Sezone
| Sezone   | Epizode | Prvič predvajano na CBS           | Prvič predvajano na TV3              |
| -------- | ------- | --------------------------------- | ------------------------------------ |
| 1.sezona | 23      | 23. september 2003 - 25. maj 2004 | -                                    |
| 2.sezona | 23      | 28. september 2004 - 24. maj 2005 | -                                    |
| 3.sezona | 24      | 20. september 2005 - 16. maj 2006 | -                                    |
| 4.sezona | 24      | 19. september 2006 - 22. maj 2007 | -                                    |
| 5.sezona | 19      | 25. september 2007 - 20. maj 2008 | 13. avgust 2008 - 8. september 2008  |
| 6.sezona | 25      | 23. september 2008 - 19. maj 2009 | 24. oktober 2009 - 26. november 2009 |
| 7.sezona | 24      | 22. september 2009 - 25. maj 2010 | 9. september 2010 - 17. februar 2011 |
| 8.sezona | 22      | 21. september 2010 - danes        |                                      |

## Glavni igralci
- Mark Harmon – posebni agent Leroy Jethro Gibbs
- Michael Weatherly – posebni agent Anthony "Tony" DiNozzo
- Cote de Pablo – posebna agentka Ziva David
- Sasha Alexander – posebna agentka Caitlin "Kate" Todd
- Pauley Perrette – forenzična znanstvenica Abigail "Abby" Sciuto
- Sean Murray – posebni agent Timothy McGee
- Lauren Holly – direktorica Jenny Shepard
- Rocky Carroll – direktor Leon Vance
- David McCallum – dr. Donald "Ducky" Mallard
- Joe Spano – FBI agent Tobias Fornell
- Brian Deitzen – Jimmy Palmer

## Nagrade in priznanja
- 2006 Nagrada Imagen Foundation (igralka Cote de Pablo)
- 2008 Nominacija za nagrado ALMA (igralka Cote de Pablo)
- 2009 Nominaciji za nagrado People's Choice (naj TV-serija; igralec Mark Harmon)
- 2009 Nominacija za nagrado Imagen Foundation (igralka Cote de Pablo)
- 2009 Nominacija za nagrado Ewwy (igralka Cote de Pablo)